# Palác Klajn
Palác Klajn (srbsky v cyrilici Палата Клајн, v latince Palata Klajn) je funkcionalistická stavba v centru Nového Sadu v Srbsku. Nachází se na adrese Kralja Aleksandra 6.
Spolu s Tanurdžićovým palácem je Palác Klajn (obě stavby jsou umístěny v centru města v blízkosti Náměstí Svobody) jedním z nejznámějších děl srbského architekta Đorđe Tabakoviće. Palác měl v době svého vybudování smíšený účel; horní patra sloužila k bydlení a nižší měla komerční využití. Palác byl vybudován za jediný rok; výstavba byla zahájena na přelomu února a března 1932 a slavnostní otevření paláce se uskutečnilo v listopadu 1932. Ve své době se jednalo o jednu z mála staveb, která měla v Novém Sadu svůj výtah a první, která dosahovala čtyřpatrové výšky. Překonávala tím výšku všech okolních staveb v ulici. 
Modernistický palác je často kritizován za nerespektování okolní secesní zástavby a přílišné vyčnívání z ní. 
Současnou podobu přízemí získalo po přestavbě od arch. Vlasty Petroviće v roce 1981. Fasáda prodejních prostor byla zaoblena stejným způsobem, jako balkón ve 4. patře, čímž byla zdůrazněna charakterističnost funkcionalistické stavby.